# Espressionismo italiano (letteratura)
Nel saggio Primo ingresso dell'espressionismo letterario in Italia, L. J. Mazzucchetti ha tentato di fornirci una data per indicare da quando l'espressionismo entra a far parte della letteratura italiana riferendosi al primo dopoguerra del 1930 con l'arrivo della «Neue Sachlichkeit». Il numero degli italiani che affrontarono e compresero l'espressionismo allora era poco. Una figura significativa che si avvicina ai temi espressionisti è forse Pirandello grazie alle sue scomposizioni dei personaggi e alla loro trasformazione in maschere e che ha messo in evidenza il problema fra essenza e apparenza. Ma nessuno tradusse gli autori, né mise in scena quel teatro, né si trovarono i dibattiti del movimento sulle riviste italiane. Mazzucchetti nomina Alberto Spaini, uno fra gli esploratori della prima ora per il movimento. Alberto era ancora studente nel 1913-1914 quando mandava le sue caotiche impressioni berlinesi alla «Voce» di Firenze. Ma solo nel 1931 comincia a lasciare le sue tracce espressionistiche traducendo Berlin Alexanderplatz di Döblin.
La categoria «espressionismo» viene introdotta in Italia e assume un «significato metastorico» ed esprime la «tentazione di rivoluzione permanente» rispetto alla tradizione linguistica classica. È nel futurismo che si vedono le prime manifestazioni. Il futurismo ebbe anche la fortuna di andare al di fuori dei confini italiani se si ricorda del cubo-futurismo russo con Majakovskij o Esenin e dell'espressionismo tedesco e francese. Ciò non vuol dire però che i futuristi in Italia sono riusciti del tutto a mettere quei suggerimenti rivoluzionari nella letteratura con i loro mezzi stampati. Inoltre, in Italia, non ci sono stati «riflussi di espressionismo storico», salvo il caso eccezionale di Ungaretti.
L'espressionismo letterario in Italia è caratterizzato dalle tre vie aperte allo scrittore espressionista che Leo Spitzer aveva indicato nel caso specifico di Romains. Queste tre possibilità sono dissoluzione della sintassi, formazione di nuove parole, dilatazione semantica. Tutte e tre venivano rese visibili dagli autori italiani. Contini fa accenno a tre autori considerati espressionisti che sono Clemente Rebora, Enrico Pea e Arturo Onofri. Nel caso di Rebora con i suoi Frammenti lirici, abbiamo trovato accensioni vernacole lombarde («l'ignavava sloia dei rari passanti») e accensioni di verbi («uno sdraia/passi d'argilla»). Il poeta «si appiglia a ogni sporgenza del suo linguaggio per comunicare il proprio tremito al mondo». Enrico Pea porta nelle sue opere il suo dialetto toscano ed è uno che presta molta attenzione ai dettagli, non nel senso di descrittivismo ma di un'«osservazione che trapana le superfici in traccia d'inquietanti segreti». Le persone che incontriamo nelle sue opere sono spesso vagabondi, pazzi, prostitute, alcolizzati. In Arturo Onofri, si trova la formazione di fusioni nominali e verbali («odi il tuo soergere-estasi», «quando il volerci-eternità-nel-tempo/era il non-ancor-nostro unico Amarci») e anche una sorta di «avverbializzazione dei sostantivi».

## Giovanni Boine (1887-1917)
Giovanni Boine è stato considerato un espressionista per la sua novità della prosa, anzi «il più immiammato espressionista degli anni vociani». In Boine si trova un grande interesse della città. È infatti un tema centrale nelle produzioni letterarie di Boine. Da La città (1912), i lettori possono vedere spesso delle immagini della morte. La città è divenuta il posto in cui si sta male: «è come la denudazione improvvisa di un malato che ti mostri senza vergogna il suo corpo piagato»; «sentì improvviso per tutto il corpo stanco un impeto duro e come un urlo dentro»; «l'abbattimento, la paura nauseosa succedeva in lui al bagliore, […] erano lo spaurito contraccolpo di un irrimediabile senso di sfacelo giù nelle oscurità torbide dell'anima, come d'un cadavere sotto i suoi piedi che si dissolve nella putrida, grassa, pesante umidità del terreno» o ancora «Vi era in tutto questo, in fondo a tutto questo, anche il disgusto di sé: v'era l'odor di cadavere, nauseante su dalle oscurità della sua anima fatta» e «Il mondo gli diventava una congerie di muscoli morti e di corpi dormienti che lo sforzo violento di un uomo con sudante fatica pareva tirar su e animare». In particolar modo, Boine parla della piega-piaga della città usando una struttura sintattica e un'immagine a pieghe per descrivere la forma della città («E città (e mondo, tutto il mondo, tutta la innumere, vagula, vuota-sonante vita del mondo) piena e certa di sé come se ogni cosa in essa fosse fondata su una sicura legittimità secolare, come se una base di secoli sopportasse ogni sua colorata minuzia»). Si arriva poi alla ruina razionale: «ruinò così dentro di lui veramente, col cancellarsi del suo accidentale idolo, […] / Fu, dentro a sé, la disgregazione, l'irrazionalità caotica, il male e il bene insieme confusi, il giusto e l'ingiusto, il vero e il non vero […] Ed il mondo ventava dinnanzi come la follia violenta. Enormità; mostruosità senza senso».
Parlando delle novità di Boine in termini linguistici, Contini menziona tre fatti utili a distinguere grammaticalmente Boine: la produzione di deverbali, la fusione degli epiteti e l'inversione ritmica degli avverbi. In Frantumi, si verifica il primo aspetto boiniano. La produzione di deverbali sono rintracciabili con l'esempio «ma che dolore-piacere per tutte l'ossa ammaccate quel tuo rannicchio  di sedia stessa». Quel rannicchio va inteso con ‘il poter rannicchiare su quella tua sedia’. Questa formazione è fatta in base da verbi intransitivi o riflessivi (così si trovano tanti altri esempi: «sprofondi senza sostanza», «sbarri dell'impossibile», ecc.) e dalle formazioni suffissali («estatica aspettanza»). E non c'è solo deverbale ma anche desostantivale (ad esempio: «così così mi ruscelli di chiarità», o «svalico i valichi della realtà») e ridondanza delle figure etimologiche («s'inombrano d'ombra», «svalico i valichi della realtà»). La fusione degli aggettivi si è vista con estrema frequenza nel romanzo Peccato. Lo scopo del suo uso è anche mostrato tramite la frase trovata nell'autorecensione del romanzo che è «intenzione di esprimere una compresenza di cose diverse nella brevità dell'attimo». Boine lo esperimenta in «Oh nel sonno voluttà del tuo corpo molle-allaccio col mio!» (questo ‘corpo molle-allaccio’ è corpo la cui tenerezza si sente nell'avvinghiamento), o «il bosco d'olivi contorto-cinereo», «al mucchio, lungi, rotto-colorato della città». Inoltre, si può elencare «sei così irrife-soffico» e quest'ultimo fatto si spiega con il sostantivo che si aggettivizza e prende funzione come l'aggettivo, cioè indica la qualità. Ma questo fatto contraddice con la normale concezione antiaggettivale e filo verbale dell'espressionismo conosciuto fino ad allora. Quindi, secondo Contini, l'espressionismo di Boine può essere visto come «espressionismo inverso, pur movendo da un'identica matrice, la (dolorosamente concentrata) riflessione sopra l'azione; allo stesso modo il tanto innovante Boine è impaziente dei neologismi (altrui)». L'ultima strategia di Boine è stata fatta per avere un'alterazione ritmica spostando gli avverbi. Il risultato di quest'atto è che si può tradurre la riflessione sull'azione. Lo spostamento degli avverbi più vistoso è rintracciabile nel Peccato («non ne conosceva le regole bene», «la cosa diventa romantica qui»).
Boine, uno dei rappresentanti importanti dell'espressionismo letterario intorno alla Voce in Italia, è infine associato da Contini a un mistico-modernista poiché il movimento porta con sé anche qualche caratteristica religiosa. Egli è particolarmente interessato alla mistica spagnola passando da S. Alselmo (1033-1109) con il Monologion, a Giovanni della Croce e a Unamuno. Questo suo interesse per lo studio della letteratura mistica spagnola è strettamente collegato alla sua ricerca estetica e alle inquietudini intellettuali. C'è da dire però che il suo interesse, più che per la mistica, sta per la sua ricerca di radicalità vitale. Tutti i temi trattati da lui (la disperazione, la solitudine, la morte e le sue metafore, il buio della notte) sono puntati alla ricerca di un'indispensabilità del pensiero. Boine stesso lo afferma: «(Mistico, misticismo, parole buie, parole cieche, parole etimologicamente e sostanzialmente e cieche e scure ch'io non voglio usare, ma che ho usate. Ma volevo, allora, quando l'ho usate, parlare di qualcosa di duro, di qualcosa di aspro, volevo trar fuori con esse da me e fissarmi dinnanzi ed esprimere una certa voglia d'asprezze maschia e ferrigna che mi scoteva e mi urtava nella irrimediabile fiacchezza del corpo, volevo allora contrapporre alla vita comune alla routine religiosa facilona e dolciastra […] qualcosa più rude, di più rigido, qualcosa di più antico e più forte. Cercavo nei mistici l'essenza della religione, studiavo i mistici per un bisogno morale e per un bisogno logico; e più per una logica che per morale»

## Carlo Emilio Gadda (1893-1973)
Carlo Emilio Gadda è un autore fondamentale non solo per l'espressionismo letterario nello specifico ma anche per la letteratura italiana contemporanea in generale. Gadda è conosciuto dal pubblico non come scrittore professionista, ma come ingegnere-scrittore.
Nei primi anni della sua produzione di gusto espressionista, negli anni trenta, egli si trova isolato dal punto di vista letterario, perché l'ambiente culturale italiano sembra assai meno disposto ad accogliere le innovazioni, al contrario di quanto accadeva prima della prima guerra mondiale.. 
La sua fama è alimentata dalla sua abilità di coniugare lo stile di scrittori come François Rabelais, James Joyce e Carlo Porta, nonché dal fatto che le sue opere convolute ben rappresentano alcuni aspetti del periodo tra le due guerre mondiali, come l'ansia per l'ascesa dei regimi totalitari o per la nuova società industriale che andava sviluppandosi. 
Secondo Dante Isella, tra i primi anni cinquanta e i primi anni sessanta Gadda portò a termine una revisione sistematica e radicale delle sue opere più importanti..
Gadda stesso mostra il proprio espressionismo. Nel Racconto italiano di Ignoto del Novecento, Gadda si incarica di produrre letteratura nell'età dei caos:
(Racconto italiano di ignoto del Novecento)
Egli arriva ad affermare addirittura: Tendo a una brutale deformazione dei temi che il destino s'è creduto di proponermi come formate cose e obietti. 
Questa affermazione appare in una sua professione di arte poetica nel 1931 e viene ristampata poi all'inizio del Castello di Udine nel 1934 e attualmente si trova in Meditazione milanese. 
Gianfranco Contini utilizzerà un'espressione simile a "brutale deformazione" («espressività di crisi») per descrivere la visione del mondo di Gadda in continua trasformazione, ma anche le sue caratteristiche deformazioni linguistiche, come ad esempio, in Tendo al mio fine, le ripetute occorrenze dell'articolo li («li scrittori», «li eroi») e le irregolarità nelle preposizioni articolate ridotte (de', a').
In Gadda, si possono riconoscere diverse tendenze dialettali che corrispondono anche ai dati biografici. C'è certamente il vernacolo milanese del suo ambiente natio (nell’Adalgisa e in parte delle Novelle dal Ducato in fiamme e poi Accoppiamenti giudiziosi). La sua sosta fiorentina gli permette a inserire un «becero convenzionale» nel suo linguaggio (nel Primo libro delle favole e in Eros e Priapo). Senz'altro, il linguaggio gaddiano si arricchisce con il romano e i dialetti meridionali durante il suo lungo soggiorno a Roma (Quer pasticciaccio brutto de Via Merulana).
Nelle opere di Gadda, vi sono dei simboli che tornano spesso. La casa, per esempio, è per Gadda un tema importante. Se Giovanni Boine introduce il tema della casa andata in pezzi, Gadda lo approfondisce e lo esplora ossessivamente. Le case di Gadda esprimono fantasie carnali. Hanno uno stretto legame con un inconscio borghese, italiano, e popolare. Sono il vero teatro dell'io, di una orrenda fantasia di violazione. Questa fantasia di violazione è già espressionistica (e si vede già nell’Adalgisa, poi nella Cognizione e persino nel Pasticciaccio):
(L'Adalgisa)
Dal «fulgore di un attimo paradisiaco» nella citazione («L'adorabile farabutto, oh! Sì!, oh! No!, si approprierà de due nocciuole con la maniera forte: lo stile perentorio del rapinatore di strada che è: riempirà della sua violenza priva di riguardi la paurosa vertigine del crepuscolo, distillando, dalle lunghe brume degli anni, il fulgore di un attimo paradisiaco») rivela due grandi temi: il lampo-occhiata scopre la vitalità, una vitalità dettata dal godimento individuale e in qualche modo sempre omicida. L'opera letteraria gaddiana è attraversata da lame di luci, da folgori taglianti provenienti da una realtà profonda, vitale, animalesca ed assassina. In Quer Pasticciaccio abbiamo le occhiate connesse con una vitalità ctonia, matriciale e animalesca: «interamente nuda e indifesa contro il balenare di una lama»; oppure «quegli occhi! […] che sfiammavano a un tratto in una lucidità nera, sottile, apparentemente crudele: un lampostretto, che sfuggiva a punta, de traverso, come una bugia delatrice della verità, ce non anco proferita vorrebbe già smorrire sul labbro».
La scelta linguistica di Gadda, come nota Contini, parte dal fatto che per lo scrittore, essa è l'unico modo per esprimere il «carattere asimmetrico e composito della deformazione» causata dalla realtà aggressiva.. 
La personalità di Gadda, pur rimanendo isolata, gioca un ruolo importantissimo, poiché la sua produzione letteraria ha accompagnato la nuova ondata naturalistica del dopo guerra. Senza il Gadda romanesco, sarebbe molto difficile comprendere Ragazzi di vita e Una vita violenta di Pasolini oppure i Racconti romani di Alberto Moravia. E se non ci fosse il Gadda lombardo, non ci sarebbero nemmeno né Il dio di Roserio di Gianni Testori e Il Calzolaio di Vigevano di Lucio Mastronardi. Gli autori sopra nominati non possono tuttavia essere considerati espressionisti. Così neanche Antonio Pizzuto è stato pensato espressionista nonostante la sua sia una scrittura progressivamente liberata dalle regole temporali, sintattiche e grammaticali.

## Curzio Malaparte (1898-1957)
Anche Curzio Malaparte, specialmente per i romanzi neorealisti-autobiografici Kaputt e La pelle mostra una notevole affinità con l'espressionismo, già affinata nei decenni precedenti e che raggiunge il vertice in queste pagine, proseguendo poi con Maledetti toscani e Mamma marcia, con una tecnica linguistica e descrittiva che salta dal realismo crudo all'immaginifico e all'espressività pura.